# Ateneu de Martorell
L'Ateneu de Martorell és una obra del municipi de Martorell (Baix Llobregat) protegida com a bé cultural d'interès local.

## Descripció
Es tracta d'un edifici amb façana d'estil noucentista (1930), obra de l'arquitecte Josep Ros i Ros, destinat a centre social de l'entitat Ateneu de Martorell, fundat l'any 1929. L'edifici es compon de semisoterranis, d'un altell, de planta baixa o principal i d'un amfiteatre cinema. Els materials predominants són el maó i l'estuc.

## Història
A Catalunya, entre 1860 i 1936, es van crear 130 ateneus. Aquestes entitats pretenien cobrir algunes demandes socials: assistència en cas de malaltia, formació escolar, difusió cultural mitjançant biblioteques, teatre, música i celebració de festes. L'Ateneu reunia totes aquestes condicions, i a més a més es declarava apolític en un Martorell polaritzat entre el Círcol i el Progrés, entre dretes i esquerres. S'oferia com un punt de trobada per a tota la població al marge de les ideologies.
Entre els socis de l'entitat n'hi va haver que després de fer el jornal en les obres del carrilet anaven a treballar a l'Ateneu. Els constructors foren Antoni i Joaquim Parellada. Al febrer de 1930 es va inaugurar el cafè i la terrassa. L'escola primària començà a funcionar el curs 1931-1932. Als vespres s'hi feien classes per adults. Hi havia una gran activitat cultural i d'oci: teatre, concerts, conferències, etc. Al final de la Guerra Civil, el 23 de gener de 1939, l'ona expansiva de la voladura del pont d'Anoia destruí la sala d'espectacles i causarà greus danys al conjunt de l'edifici.
L'any 1952 es recupera l'entitat i l'any 1953 l'arquitecte municipal Armand Mas Tulla presentà un projecte de rehabilitació tan ambiciós que no es va poder dur a terme. Finalment, es van treure les runes de l'edifici, es van consolidar les estructures afectades i es van habilitar uns espais per poder reunir-se. L'any 1955 l'Ateneu de Martorell es reintegrava al teixit associatiu de la vila.
Als 1960 hi va haver en funcionament una sala de cinema. En l'època de la transició cap a la democràcia, el 1977 i fins a 1990 l'entitat evitarà decantar-se cap a un partit polític concret. L'any 2000 es detecten greus patologies en l'edifici i el mes de març de 2001 s'esfondrà la teulada. Actualment és propietat municipal